# Aké
Ake (o Aké secondo l'ortografia spagnola) è un sito archeologico costruito dalla civiltà Maya, situato nella municipalità di Tixkokob.
Il nome Ake è un toponimo, che significa "luogo delle canne" in lingua maya yucateca. Nel sito vi sono diversi sacbé che permettono di raggiungere altri insediamenti della regione.
L'architettura risale al periodo Post-Classico, dall'800 al 1000. La città venne descritta per la prima volta da John Lloyd Stephens e Frederick Catherwood nel 1840.
Aké possiede due muri concentrici, uno protegge il nucleo dell'insediamento e l'altro protegge le case centrali. Il nucleo ha una forma squadrata, circondato da costruzioni che occupano circa 25 metri quadri. La struttura 1 è una piramide con gradini perpendicolari al terreno. Un sacbé collega Aké a Izamal. Tutte queste rovine sono all'interno di un campo di agave fourcroydes costruito nel XIV secolo.